# Circondario di Bressanone
Il circondario di Bressanone era uno dei circondari in cui era suddivisa la provincia di Trento.

## Storia
Il circondario venne istituito con il regio decreto 21 gennaio 1923, n. 93 contemporaneamente alla Provincia di Trento in seguito alla riorganizzazione amministrativa dei territori annessi al Regno d'Italia con il Trattato di Saint-Germain.
Si estendeva sul territorio dei distretti giudiziari di Bressanone, Vipiteno, Brunico, Marebbe, Monguelfo e Tures.
Il circondario di Bressanone venne soppresso nel 1927 come tutti i circondari italiani. Il territorio circondariale divenne parte della nuova provincia di Bolzano.

### Sottoprefettura di Brunico
In base alla legge istitutiva della provincia di Trento, il distretto politico di Brunico fu incorporato nel nuovo circondario di Bressanone. Tuttavia vi fu una sottoprefettura anche a Brunico comprendente i mandamenti di Brunico, Marebbe e Monguelfo.

## Suddivisione
All'atto dell'istituzione il circondario era così composto:
- mandamento di Bressanone:
  - comuni di Albes, Bressanone, Eores (Afers), Fundres, Luson, Maranza, Millan-Sarnes, Monteponente (Pfeffersberg), Naz, Novacella (Neustift), Rio di Pusteria (Mühlbach), Rodengo, Sabes, Sant'Andrea in Monte, Scaleres, Spinga, Vallarga (Weitental), Valles, Vandoies di Sotto (Nieder Vintl), Varna;
- mandamento di Vipiteno:
  - comuni di Brennero, Ceves, Colle Isarco (Gossensass), Fleres, Mareta, Mezzaselva (Mittewald), Mules, Prati (Wiesen), Racines, Ridanna, Stilves, Tunes, Telves, Trens, Valgiovo (Jaufental), Vipiteno (Sterzing), Vizze;
- mandamento di Brunico:
  - comuni di Acereto (Ahornach), Brunico, Caminata in Tures (Kematen), Campo Tures (Sand), Casteldarne (Ehrenburg), Chienes, Colli in Pusteria (Pichlern), Corti di Pusteria (Hofern), Elle, Falzes, Gais, Grimaldo (Greinwalden), Issengo, Lappago, Lutago, Mantana, Molini di Tures (Mühlen), Monghezzo di Fuori (Schönecker Getzenberg), Montassilone (Tesselberg), Onies, Perca, Predol, Riomolino (Mühlbach), Riscone (Reischach), Riva di Tures (Rain), San Giacomo, San Giorgio, San Giovanni, San Lorenzo, San Pietro, San Sigismondo, Selva dei Molini (Mühlwald), Teodone, Terento, Vandoies di Sopra (Obervintl), Villa Ottone (Uttenheim), Villa Santa Caterina (Aufhofen);
- mandamento di Marebbe:
  - comuni di Badia, Colfosco, Corvara in Badia, Longiarù, Marebbe, Rina, San Martino, La Valle;
- mandamento di Monguelfo:
  - comuni di Anterselva (Antholz), Braies, Colle in Casies (Pichl), Dobbiaco, Monguelfo (Welsberg), Monte San Candido (Innichberg), Prato alla Drava (Winnebach), Rasun di Sopra (Oberassen), Rasun di Sotto (Niederrassen), San Candido (Innichen), San Martino in Casies, Santa Maddalena in Casies, Sesto, Tesido (Taisten), Valdaora (Olang), Valle San Silvestro (Wahlen), Versciaco, Villabassa (Niederdorf).